# József Jaloveczky
József Jaloveczky (fl. XX secolo) è stato un calciatore ungherese, di ruolo mediano.

## Carriera
Arriva dall'Ungheria nella stagione 1925-1926 dal Carpi per disputare il campionato di Seconda Divisione Nord,
Nella stagione successiva ha disputato il campionato di Prima Divisione Nord nelle file del Brescia, esordendo a Genova il 3 ottobre 1926 nella prima partita di campionato Genoa-Brescia terminata 4-1. 
Ha disputato anche la seconda partita Brescia-Pro Vercelli (0-0) per poi improvvisamente lasciare l'Italia.